# Vernonia fimbrillifera
Espèce
Vernonia fimbrillifera est une espèce de plante à fleurs de la famille des Asteracées. Elle est endémique de l'île de La Réunion, département d'outre-mer français et région ultrapériphérique dans le sud-ouest de l'océan Indien.